# Madeneva
Madeneva är en boplats från stenåldern i Pihtipudas i landskapet Mellersta Finland
Boplatsen har gett namn åt hyddbottnar av så kallad Madenevatyp från den äldre typiska kamkeramikens tid. Hyddorna har varit nedgrävda i sandmark, de avtecknar sig numera som runda grunda fördjupningar med en diameter av 4–6 meter och ett djup av 0,2–0,7 meter. De kan vara omgivna av en låg vall och ligger ofta i långa rader som kan bestå av tiotals, ställvis hundratals, fördjupningar. Nya undersökningar har visat, att det vid sidan av stångtält eller kåtor också förekommit fyrsidiga hyddor, vars väggar kunnat stöttas av liggande stockar. Hyddorna i själva Madeneva är bristfälligt dokumenterade, men termen förekommer allmänt i den arkeologiska litteraturen.